# Bursina gnorima
Bursina gnorima là một loài ốc biển, là động vật thân mềm chân bụng sống ở biển trong họ Bursidae.